# 板垣宏
板垣 宏（いたがき ひろし、1930年8月16日 - 2015年12月2日）は、日本の経営者。帝人社長、会長を務めた。

## 来歴・人物
愛媛県出身。1953年に京都大学工学部工業化学科を卒業し、同年に帝国人造絹絲(のちの帝人)に入社した。1977年6月に取締役に就任し、常務、専務を経て、1989年6月に社長に就任し、1997年6月には会長に就任した。1999年6月に相談役に就任し、2005年8月から2010年8月までに最高顧問を務めた。
2002年4月に勲二等瑞宝章を受章した。
2015年12月2日、心不全のために死去。85歳没。